# Anugerah Planet Muzik
Anugerah Planet Muzik (APM) − nagrody przyznawane przez MediaCorp Radio, honorujące osiągnięcia w przemyśle muzycznym czterech krajów Azji Południowo-Wschodniej: Malezji, Indonezji, Singapuru i Brunei Darussalam. Ceremonia Anugerah Planet Muzik odbywa się corocznie, przy czym w 2010 roku do rozdania nagród nie doszło z powodu decyzji organizatora.
Pierwsze nagrody Anugerah Planet Muzik zostały rozdane w 2001 roku.